# Gong Verlag
Der Gong Verlag ist ein deutscher Zeitschriftenverlag mit Sitz in Ismaning bei München.

## Geschichte
Der 1948 gegründete Verlag gehörte zunächst als Tochtergesellschaft zum Nürnberger Sebaldus Verlag. Nach Übernahme des Sebaldus Verlages durch die Schlott AG gingen 25 Prozent der Anteile am Gong Verlag an Schlott über, die restlichen 75 Prozent blieben bei den Sebaldus-Eignern. Im Oktober 2000 kaufte die Essener Funke-Mediengruppe diese 75 Prozent von den bisherigen Sebaldus-Eignern, im Dezember 2001 übernahm die Funke Gruppe auch die restlichen 25 Prozent von der Schlott Sebaldus AG. Der Gong Verlag ist somit eine Tochtergesellschaft der Funke-Mediengruppe. Seinerseits gründete der Gong Verlag 2006 wiederum die Tochtergesellschaft Deutscher Rätselverlag GmbH & Co. KG, in der rund 50 Rätselhefte erscheinen.
Im Jahr 2010 übernahm der Gong Verlag den Online-Programmführer klack.de. Seit März 2012 betreibt der Verlag das Gesundheitsportal lifeline.de, das von Springer Science+Business Media übernommen wurde. Im August 2017 wurde die 2014 gegründete Video-on-Demand-Suchmaschine werstreamt.es durch den Gong Verlag übernommen.

## Daten und Fakten
Im Gong Verlag erscheinen neben der namensgebenden Fernsehzeitschrift Gong insgesamt 14 Programmzeitschriften (unter anderem TVdirekt, Bild+Funk, Super TV und TVpiccolino) sowie acht Tierzeitschriften, die bekannteste hiervon Ein Herz für Tiere. Der Verlag beschäftigt ca. 200 Mitarbeiter.

## Publikationen

### Programmzeitschriften
- Gong
- Bild+Funk
- Super TV
- TVdirekt
- TV Guide
- TV piccolino
- TV 4x7
- TV 4Wochen
- tv Kochen
- TV für mich
- TV Sünde
- TV 4 Men
- myTV
- nurTV
- nur digital
- TV Sudoku
- die 2

### Tierzeitschriften
- Ein Herz für Tiere
- Partner Hund
- Geliebte Katze
- DOGStoday
- Katzen extra
- Das deutsche Hundemagazin
- Du und das Tier
- Gesunde Tierliebe

## Sonstiges
Der Verlag setzt sich für die Förderung umweltfreundlicher und ressourcenschonender Verfahren ein. Als erster Verlag in Deutschland erhielt der Gong das „PEFC-Zertifikat 04-31-0581“, eine Auszeichnung für die Unterstützung regionaler Papierlieferanten bei umweltfreundlicher, wirtschaftlich vertretbarer und sozial verträglicher Waldbewirtschaftung.
Nach eigenen Angaben deckt der Verlag ein Drittel des jährlichen Konsums mit 100-prozentigem Altpapier. Über 50 Prozent des Papierverbrauchs mit Frischfaseranteil werden aus Holz gewonnen, das aus Wäldern stammt, die nachhaltig bewirtschaftet werden.